# Шукер, Давор
Да́вор Шу́кер (хорв. Davor Šuker; род. 1 января 1968[…], Осиек) — югославский и хорватский футболист, бронзовый призёр чемпионата мира 1998 года, лучший бомбардир в истории сборной Хорватии. С июля 2012 года до июля 2021 года — президент Хорватского футбольного союза.
Начинал играть в 1985 году у себя на родине в клубе «Осиек», затем перебрался в самый титулованный клуб Хорватии — загребское «Динамо». С 1991 по 1996 год играл в испанской «Севилье», за которую в 151 матче забил 76 мячей. В составе мадридского «Реала» Шукер выигрывал Лигу чемпионов 1998 года и чемпионат Испании 1997 года. Следующие два года он выступал в Англии за «Арсенал» и «Вест Хэм». Закончил свою карьеру Шукер в 2003 году, играя в Германии в клубе «Мюнхен 1860».
За сборную Хорватии Шукер провёл 69 матчей и забил 45 мячей. Единственный автор двух хет-триков за сборную Хорватии. В составе сборной Югославии участвовал на Олимпиаде 1988 года в Сеуле. Участник чемпионатов мира 1998 и 2002 годов и чемпионата Европы 1996 года. Последний матч за сборную Хорватии провел на чемпионате мира 2002 года против сборной Мексики. Чемпионат мира 1998 года стал пиком карьеры Шукера, где футболист выиграл бронзовую медаль чемпионата мира, стал лучшим бомбардиром чемпионата мира, выиграл «Серебряный мяч», вошёл в символическую сборную турнира.
В мае 2012 года глава Хорватского футбольного союза Влатко Маркович объявил, что Шукер станет его преемником на данном посту.

## Клубная карьера

### Ранняя карьера
Давор начал играть в футбол в своем родном городе Осиек в клубе с одноимённым названием, где он играл за первую команду в период между 1984 и 1989 годами. Затем он переехал в «Динамо» (Загреб), где он играл в следующих двух сезонов и забил 34 гола в 60 матчах в Югославской первой лиге. Такая результативность не осталась незамеченной, и он получил свой первый вызов в национальную сборную Югославии, а также привлек внимание зарубежных клубов. В 1991 году он перешел в испанский клуб «Севилья».

### «Севилья»
17 августа 1991 года Шукер дебютировал в испанской Примере в «Севилье», выйдя со скамейки запасных в матче против «Эспаньоля» (1:1). В следующем матче, дома против «Реал Сосьедада», он сыграл с первых минут и сумел забить мяч (2:2). Он закончил свой первый сезон в клубе с 6 голами в 22 матчах. В первом матче «Севильи» в следующем сезоне, в гостях против «Альбасете», Шукер сделал свой первый хет-трик в Примере, который способствовал победе (4:3). Завершил сезон с 13 голами в 33 матчах.
В сезоне 1993/94 с 24 голами стал вторым бомбардиром в лиге, уступив Ромарио из «Барселоны» с 30 голами. В том сезоне он сыграл в 34 матчах в Примере, в которых оформил пять дублей и один хет-трик. В сезоне 1992/93 Шукер играл с легендой Аргентины Диего Марадоной в одном клубе. В течение этого и следующего сезона с «Севильей» он забил в общей сложности 33 мяча в 64 матчах.

### «Реал Мадрид»
Шукер перешел в состав мадридского «Реала» до начала сезона 1996/97. С «галактикос» его бомбардирское чутье продолжилось: 24 гола в 38 матчах. В том сезоне он стал третьим самым лучшим бомбардиром в лиге, уступив Роналдо из «Барселоны» и Альфонсо Пересу из «Реал Бетиса». Также он оформил три хет-трика и помог «Реалу» стать национальным чемпионом. Шукер входил в атакующее трио с Раулем и Предрагом Миятовичем.
В следующем сезоне помог клубу выиграть Лигу чемпионов. В национальном чемпионате Шукер забил 10 голов в 29 матчах. В сезоне 1998/99 он стал реже появляться на поле: 19 матчей и 4 забитых гола. Из-за отсутствие практики Давор решил покинуть клуб. Его решение покинуть «Реал Мадрид» также ознаменовало окончание восьмисезонного пребывания в испанской Примере, где он забил 114 голов за 239 матчей.

### «Арсенал»
В сезоне 1999/2000 Шукер подписал контракт с лондонским «Арсеналом». 22 августа 1999 года дебютировал за столичный клуб в матче против «Манчестера Юнайтед» на «Хайбери» (1:2), выйдя на замену в последние 15 минут игры. Он сыграл ещё два матча в качестве замены, прежде чем вышел в основном составе на матч «Арсенала» против «Астон Виллы», где Шукер оформил дубль. В составе «Арсенала» он играл в финале Кубка УЕФА 2000 года против «Галатасарая», выйдя на замену в дополнительное время. Шукер не забил свой удар в серии пенальти, а трофей взял турецкий клуб.
Шукер также забил один гол в Кубке Лиги против «Мидлсбро» и дважды в Лиге чемпионов против шведского АИК (один раз дома и один раз на выезде). Он забил 8 голов за 22 матча английской премьер-лиги с «Арсеналом».

### «Вест Хэм Юнайтед»
В «Вест Хэм Юнайтед» Шукеру так и не удавалось найти свое место в основной команде в течение длительного периода, и за единственный сезон он провел всего 11 матчей в национальном чемпионате и дважды забил (по голу в ворота «Манчестер Юнайтед» и «Сандерленд»). Он также забил один раз в Кубке Лиги в матче против «Блэкберн Роверс».

### «Мюнхен 1860»
1 декабря 2001 года Шукер дебютировал в Бундеслиге за «Мюнхен 1860» в матче против «Энерги Котбус» (1:0). Первый гол за немецкий клуб был забит в домашнем матче против «Кёльна» (3:0). Главным моментом для Шукера в том сезоне можно считать дубль в ворота мёнхенгладбахской «Боруссии». Первый сезон в немецком чемпионате Давор завершил с 4 голами в 14 матчах.
В сезоне 2002/03 Шукер отметился забитым голом в матче против «Арминии» из Билефельда. Всего за мюнхенский клуб Давор сыграл 25 матчей и забил 5 голов. Он также провел пять матчей в Кубке Германии и забил три гола.

## Международная карьера
Способность Шукера забивать голы была должным образом продемонстрирована его успехами на юношеском уровне. Он стал вторым бомбардиром, забив шесть голов, на молодёжном чемпионате мира 1987 года в Чили. Югославы также установили рекорд чемпионата, забив за весь турнир 22 гола. Югославия выиграла титул с поколением будущих талантов. Некоторые из этих игроков продолжали представлять Хорватию, такие как Роберт Просинечки, Звонимир Бобан и Игор Штимац.
Шукер выступал за Югославию на летних Олимпийских играх 1988 года в Сеуле. Он сыграл в матчах группового стадии против Бразилии и Нигерии. [14] Через два года он выступил на молодёжном чемпионате Европы. Он забил четыре мяча в пяти матчах групповой стадии. Шукер также забил единственный гол во втором матче четвертьфинала против Болгарии. В полуфинале, против Италии он вновь отметился забитым голом. В финале против СССР он забил один гол в первом матче. Всего на протяжении турнира он забил семь голов и выиграл «Золотую бутсу». Югославия заняла второе место, а Шукер также был назван Лучшим игроком турнира.

### Национальная сборная
В 1990 году Шукер был включен в состав сборной Югославии из 22 человек на финальный этап чемпионата мира в Италии, но на турнире все матчи провёл на скамейке запасных.
22 декабря 1990 года Шукер дебютировал за недавно созданную сборную Хорватии в товарищеском матче против сборной Румынии. В 1991 году он сыграл свои единственные два матча за сборную Югославии на высшем уровне: 27 февраля 1991 года против сборной Турции и 16 мая 1991 года против сборной Фарерских островов. В последнем матче Шукер забил свой дебютный международный гол. Этот момент был отмечен, учитывая, что на тот момент Хорватия не была зарегистрирована ни в ФИФА, ни в УЕФА.
Второй Шукера и первый официальный матч за Хорватию состоялся 22 октября 1992 против сборной Мексики в 1992 году, где он оформил дубль, а игра завершилась победой хорватов со счётом 3:0. Затем он привел Хорватию к их первому крупному международному турниру — чемипонат Европы 1996 года, забив рекордные 12 голов в 10 матчах на квалификационных этапах. Во время финального этапа турнира в Англии он забил три гола в четырёх матчах, в том числе два в матче группового этапа против действующего чемпиона, сборной Дании. Именно в этом матче он установил окончательный счет на 90-й минуте, эффектно перебросив мяч через датского голкипера Петера Шмейхеля, этот гол до сих пор считается одним из величайших голов в истории турнира. В четвертьфинале Шукер забил мяч в ворота Германии, финтом убрав вратаря Андреаса Кёпке, но немцы всё же победили 2:1 благодаря голам Клинсмана и Заммера. Шукер был включен в символическая сборную того Евро.
Шукер помог хорватам попасть на свой первый чемпионат мира во Франции, забив 5 голов в 9 матчах отборочного этапа. На самом турнире он забил шесть голов в семи матчах, забивая в каждом матче, в котором отличалась Хорватия. К ним относятся голы в ворота Японии и Ямайки в групповой стадии. Единственный и победный гол в 1/16 финала против Румынии. В четвертьфинале против Германии, на Шукере сфолил Кристиан Вёрнс и получил прямую красную карточку. Хорваты победили в том матче со счётом 3:0, а последний гол забил Давор. В полуфинале против Франции Шукер открыл счёт в матче, но благодаря дублю Лилиана Тюрама хозяева турнира прошли в финал. В матче за третье место Шукер забил победный гол в ворота Нидерландов (2:1), что привело Хорватию к сенсационным бронзовым наградам в их первом выступлении на чемпионате мира с тех пор, как они стали независимой страной. Шукер выиграл «Золотую бутсу» как лучший бомбардир турнира, а также «Серебряный мяч» как второй лучший игрок чемпионата мира после Роналдо из Бразилии.
После чемпионата мира 1998 года Шукер пытался помочь Хорватии пройти квалификацию на Евро-2000. В матче против Ирландии на стадионе «Максимир» он забил единственный и победный гол на 90+4 минуте. Эта победа оставляла хорошие шансы на проход хорватов в финальную стадию. Но в последнем матче они сыграли в ничью с Югославией (2:2), где гол Шукера отменили, а Хорватия осталось в шаге от финальной стадии турнира. Всего Давор забил 4 гола в 7 матчах квалификации.
Шукер также был в составе хорватской сборной на чемпионате мира 2002 года в Южной Корее и Японии. Он сыграл только 63 минуты в первом матче групповой стадии против сборной Мексики. После вылета сборной из турнира, Шукер объявил о завершении международной карьеры.
Всего Шукер сыграл 71 матч на международной арене: 2 за Югославию и 69 за Хорватию. За 12 лет карьеры он забил 46 голов. С 45 голами он является лучшим бомбардиром Хорватии за всю историю. Его 12 голов во время кампании на Евро-1996 был рекордом более 10 лет — в 2007 году Дэвид Хили из Северной Ирландии забил 13 голов в отборочный турнире на Евро-2008.

## Статистика карьеры

### Клубная
Источник:
| Клуб             | Сезон      | Лига         | Лига  | Лига | Кубок | Кубок | Кубок лиги | Кубок лиги | Континентальный | Континентальный | Итог  | Итог |
| Клуб             | Сезон      | Дивизион     | Матчи | Голы | Матчи | Голы  | Матчи      | Голы       | Матчи           | Голы            | Матчи | Голы |
| ---------------- | ---------- | ------------ | ----- | ---- | ----- | ----- | ---------- | ---------- | --------------- | --------------- | ----- | ---- |
| Осиек            | 1985/86    | Первая лига  | 10    | 3    | -     | -     | -          | -          | -               | -               | 10    | 3    |
| Осиек            | 1986/87    | Первая лига  | 26    | 9    | -     | -     | -          | -          | -               | -               | 26    | 9    |
| Осиек            | 1987/88    | Первая лига  | 29    | 10   | -     | -     | -          | -          | -               | -               | 29    | 10   |
| Осиек            | 1988/89    | Первая лига  | 26    | 18   | -     | -     | -          | -          | -               | -               | 26    | 18   |
| Осиек            | Итог       | Итог         | 91    | 40   |       |       |            |            |                 |                 | 91    | 40   |
| Динамо (Загреб)  | 1989/90    | Первая лига  | 28    | 12   | 3     | 4     | -          | -          | 2               | 1               | 33    | 17   |
| Динамо (Загреб)  | 1990/91    | Первая лига  | 32    | 22   | -     | -     | -          | -          | 2               | 0               | 34    | 22   |
| Динамо (Загреб)  | 1991/92    | Первая лига  | -     | -    | -     | -     | -          | -          | 1               | 0               | 1     | 0    |
| Динамо (Загреб)  | Итог       | Итог         | 60    | 34   | 3     | 4     | 0          | 0          | 5               | 1               | 68    | 39   |
| Севилья          | 1991/92    | Ла Лига      | 22    | 6    | 4     | 3     | -          | -          | -               | -               | 26    | 9    |
| Севилья          | 1992/93    | Ла Лига      | 33    | 13   | 2     | 0     | -          | -          | -               | -               | 35    | 13   |
| Севилья          | 1993/94    | Ла Лига      | 34    | 24   | 7     | 3     | -          | -          | -               | -               | 41    | 27   |
| Севилья          | 1994/95    | Ла Лига      | 32    | 17   | 2     | 3     | -          | -          | -               | -               | 34    | 20   |
| Севилья          | 1995/96    | Ла Лига      | 32    | 16   | 3     | 1     | -          | -          | 6               | 4               | 41    | 21   |
| Севилья          | Итог       | Итог         | 153   | 76   | 18    | 10    | 0          | 0          | 6               | 4               | 177   | 90   |
| Реал Мадрид      | 1996/97    | Ла Лига      | 38    | 24   | 5     | 5     | -          | -          | -               | -               | 43    | 29   |
| Реал Мадрид      | 1997/98    | Ла Лига      | 29    | 10   | 1     | 1     | 2          | -          | 7               | 4               | 39    | 15   |
| Реал Мадрид      | 1998/99    | Ла Лига      | 19    | 4    | 2     | 0     | -          | -          | 6               | 1               | 27    | 5    |
| Реал Мадрид      | Итог       | Итог         | 86    | 38   | 8     | 6     | 2          | 0          | 13              | 5               | 109   | 49   |
| Арсенал (Лондон) | 1999/2000  | Премьер-лига | 22    | 8    | 3     | 0     | 1          | 1          | 13              | 2               | 39    | 11   |
| Вест Хэм Юнайтед | 2000/01    | Премьер-лига | 11    | 2    | 0     | 0     | 2          | 1          | -               | -               | 13    | 3    |
| Мюнхен 1860      | 2001/02    | Бундеслига   | 14    | 4    | 3     | 2     | -          | -          | -               | -               | 17    | 6    |
| Мюнхен 1860      | 2002/03    | Бундеслига   | 11    | 1    | 2     | 1     | -          | -          | -               | -               | 13    | 2    |
| Мюнхен 1860      | Итог       | Итог         | 25    | 5    | 5     | 3     | -          | -          | -               | -               | 30    | 8    |
| Общий итог       | Общий итог | Общий итог   | 448   | 203  | 37    | 23    | 5          | 2          | 37              | 12              | 527   | 240  |

### Международная
| Сборная   | Год  | Матчи | Голы |
| --------- | ---- | ----- | ---- |
| Югославия | 1991 | 2     | 1    |
| Итог      | Итог | 2     | 1    |
| Хорватия  | 1990 | 1     | 0    |
| Хорватия  | 1992 | 1     | 2    |
| Хорватия  | 1993 | 1     | 1    |
| Хорватия  | 1994 | 5     | 5    |
| Хорватия  | 1995 | 7     | 8    |
| Хорватия  | 1996 | 10    | 6    |
| Хорватия  | 1997 | 7     | 4    |
| Хорватия  | 1998 | 13    | 12   |
| Хорватия  | 1999 | 9     | 4    |
| Хорватия  | 2000 | 4     | 0    |
| Хорватия  | 2001 | 8     | 2    |
| Хорватия  | 2002 | 3     | 1    |
| Итог      | Итог | 69    | 45   |

## Достижения

### Командные
«Реал Мадрид»
- Чемпион Испании 1996/97
- Обладатель Суперкубка Испании 1997
- Победитель Лиги чемпионов УЕФА 1997/98
- Победитель Межконтинентального кубка 1998

Молодёжная сборная Югославии
- Победитель молодёжного чемпионата мира 1987

Сборная Хорватии
- Бронзовая медаль чемпионата мира 1998 года

### Личные
- Лучший бомбардир чемпионата Европы среди молодёжных команд: 1990
- Третий футболист мира: 1998 (по версии ФИФА)
- Лучший бомбардир чемпионата мира: 1998 (7 игр, 630 минут, 6 голов)
- Рекордсмен сборной Хорватии по количеству голов на чемпионатах мира: 6 голов
- Рекордсмен сборной Хорватии по количеству голов на чемпионатах Европы: 3 гола[23]
- Рекордсмен сборной Хорватии по количеству голов за сборную: 45 голов
- Символическая сборная чемпионата мира 1998
- Символическая сборная чемпионата Европы 1996
- Лучший футболист Хорватии: 1992, 1994, 1995, 1996, 1997, 1998
- Лучший футболист Хорватии 1954—2003 (Юбилейный приз к 50-летию УЕФА).
- Включён в список величайших футболистов XX века по версии World Soccer
- В списке ФИФА 100